# Pseudosmittia simplex
Pseudosmittia simplex är en tvåvingeart som beskrevs av Karl Strenzke 1942. Pseudosmittia simplex ingår i släktet Pseudosmittia och familjen fjädermyggor. Inga underarter finns listade i Catalogue of Life.